# 大炮遠運
大炮遠運（英語：Noble train of artillery）是美國獨立戰爭波士頓之圍期間的重要事件。1775年4月列星頓和康科德戰役後，民兵開始包圍波士頓，但欠缺遠程火炮轟擊市內。同年5月民兵在紐約州攻佔提康德羅加堡，奪取英軍大型火炮，卻沒有能力運往波士頓。
7月華盛頓在波士頓就任大陸軍總司令，著手將該處的大炮運往南方。華盛頓聽從多人建議後，派好友亨利·諾克斯帶同資金北上，並在12月抵達提康德羅加。在嚴冬天氣下，諾克斯克服了重重運輸障礙，在1776年1月將59門各種口徑的火炮（約60噸）運抵波士頓，使民兵即時擁有攻城武器。經過多徹斯特高地爭奪戰後，民兵可運用大炮攻擊波士頓所有設施，迫使英軍撤離波士頓，波士頓之圍就此以民兵勝利告終。

## 背景
1775年4月，列克星敦和康科德战役引发美国独立战争第一场战役。贝内迪克特·阿诺德是康涅狄格殖民地的一名民兵领袖，他和他的民兵部队志愿加入大陆军，支持对波士顿战役的围攻。他向马萨诸塞州安全委员会提议，将纽约洲尚普兰湖上的提康德罗加堡从英军手中夺取。他证明采取这一行动的理由之一是在提康德罗加堡部署了重型火炮，伊顿·阿伦和綠山兄弟也同样提出了攻占提提康德罗加堡的想法。 5月3日，安全委员会授权阿诺德并批准了这次行动。
5月10日，阿伦和阿诺德联手，以一支83人的部队在未经战斗就攻占了提康德罗加堡垒。随后又攻占了附近哈德遜河的皇冠岬堡，阿诺德开始清点这两个堡垒的军事装备以备使用。但由于绿山兄弟掠夺堡垒物资和指挥权问题，阿诺德先后与阿伦和6月被派去控制堡垒的民兵不断发生冲突。这段经历使他最终放弃了把武器运到波士顿的想法，并辞去了委员会的职务。

### 委任人选
1775年7月3日，乔治·华盛顿接管了波士顿以外的军队，正式宣誓成为大陆军总司令，但华盛顿发现大陆军队非常缺乏武器弹药，尤其是重型武器和运输工具这重大问题，这实际上使进攻波士顿行动无法进行。华盛顿最终选择了亨利·诺克斯来担任这份工作。虽然目前历史记载上尚不清楚是谁提出了回收提康德罗加堡大炮的行动，但历史学家倾向于称赞亨利·诺克斯或贝内迪克特·阿诺德都给了华盛顿这个主意。
诺克斯是一位25岁的书商，曾在马萨诸塞州的民兵部队任职，对军事及火炮深感兴趣，他在抵达波士顿后与华盛顿成为好朋友，华盛顿更向大陆议会大力举荐诺克斯。当华盛顿把任务交给他时，他写道「必须不惜任何代价都要得到这些大炮。」11月16日，华盛顿下令诺克斯去取回这些大炮，并为此授予他1000英镑，和写信给菲力·斯凯勒将军，请他协助诺克斯。随后第二次大陸會議响应了华盛顿对武器的要求，并于11月向诺克斯颁发了一个委任状，但他完成任务回来后才收到这个委任状。诺克斯于11月17日离开华盛顿的营地，前往纽约州进行补给，并于12月5日到达提康德罗加堡。

## 运输过程

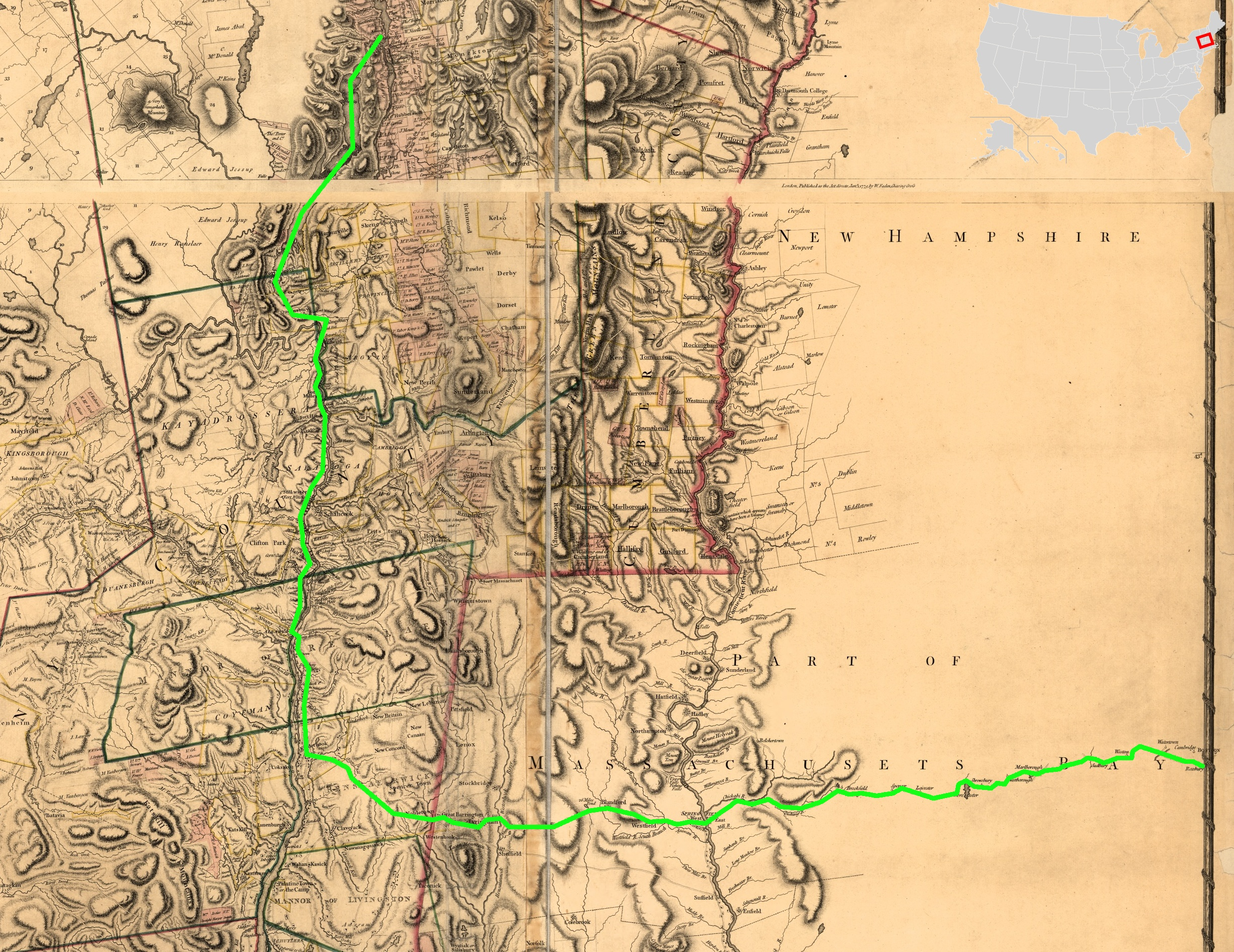
这是纽约的克劳德·瑟西尔（Claude Sauthier）绘制的1779年地图，并对其进行了修改，以显示大炮远征路线，地图显示了相对于现代美国的位置。

到达康德罗加堡后，诺克斯立即着手搬运堡垒内的火炮。他挑选了59件大炮，包括4到24磅的大炮、迫击炮和榴弹炮，他估计运输总重量为11.9万磅（约60吨或54公吨）。

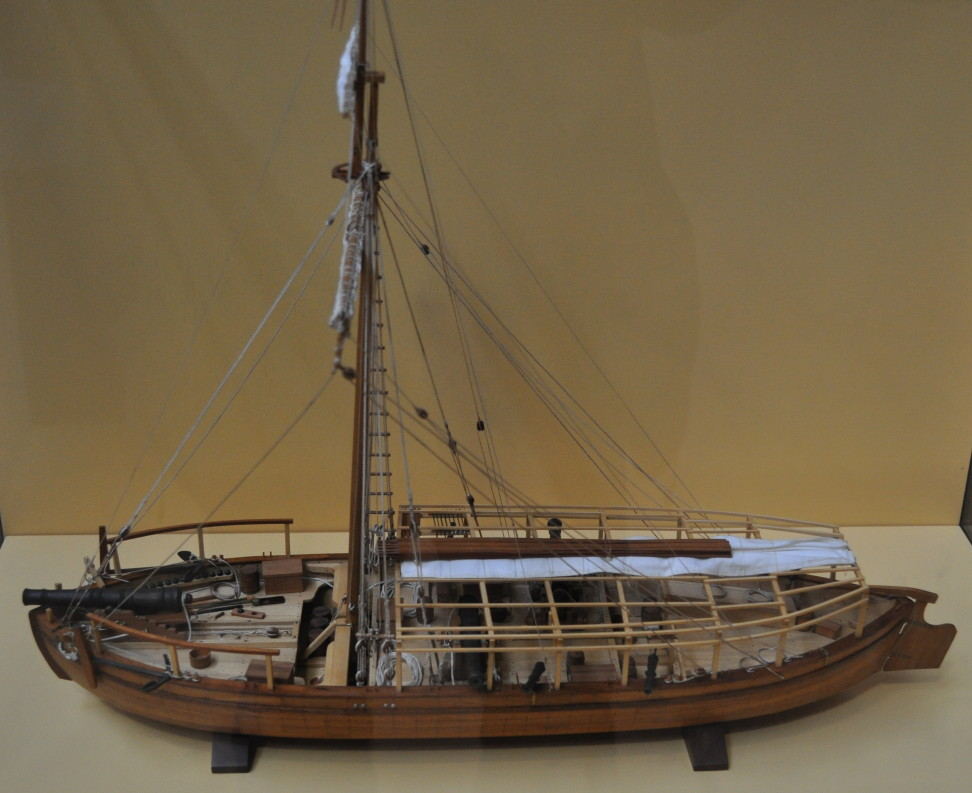
运载大炮的平底船模型

该批大炮首先从提康德罗加陆路运输到乔治湖的北端，所有大炮被装载到一艘平底运输船上后，启航前往乔治湖的南端。当时乔治湖整个湖面几乎被冰层覆盖，诺克斯乘搭着一艘小船和一小分队先行出发，但在运输船出发不久后，搁浅在一块被冰封的岩石上无法航行，船员们第二天被迫弃船并追赶先行部队。诺克斯并不清楚后方情况继续航行，结果炮弹并没有如预期的到达出现，诺克斯派出一艘船去检查情况，并接到报告说运输船已经沉没，这对诺克斯造成重大打击。但是诺克斯的兄弟威廉·姆斯（Gundallow）船长报告说，虽然运输货船搁浅无法动弹，但是船只上的大炮都在水线之上，可以被回收。众人回去运输船搁浅地点，完成了回收大炮这项工作后，船只也重新上浮，两天后，运输货船抵达了乔治湖的南端。
运输队伍计划穿过纽约州南部冰冻的哈得逊河，之后穿过萨拉托加县，到达马萨诸塞州。对此诺克斯于12月17日写信给华盛顿，说他已经建造了「42个非常结实的雪橇，并提供了80头牛把它们拖到斯普林菲尔德，希望在16或17天内，能给阁下一列高贵的炮兵。」
12月25日聖诞节当天，天气降下大雪，众人为了将积雪覆盖的路线开通，减慢了队伍的前进速度。之后运输队伍终于到达了奥尔巴尼，结果又因大雪而放慢了速度。诺克斯在那里会见了菲力·斯凯勒将军，两人在接下来的几天里一起工作，并寻找设备和人员，协助将大炮从乔治湖向南移动。但是河流上的冰层太薄，大炮无法在哈德逊河上移动。诺克斯和他的手下的人试图通过在现有冰层上倒额外的水来加速冰层的稠化过程。第一门大炮在1月4日到达奥尔巴尼，但是一些大炮在通往奥尔巴尼的途中撞穿了冰层掉入河中，但是在这种情况下，大炮都被回收了。1月9日，最后一门大炮越过哈德逊河，大砲移到大雪覆盖的陆地上移动。

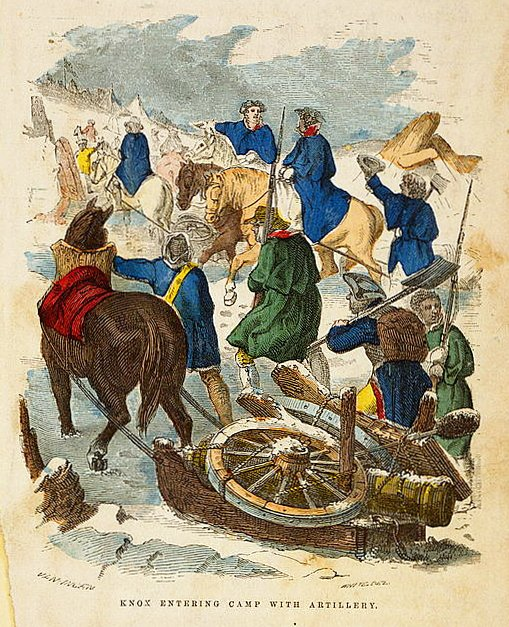
诺克斯在马背上与士兵运送雪橇上的大炮穿过雪地的像

由于诺克斯的日记记载到1月12日结束，之后有关剩余旅程的细节只是粗略的。他于1776年1月9日到达纽约州的克拉维拉克附近，并穿过伯克希尔丘陵 ，两天后到达马萨诸塞州布兰福尔德。在那里，由于缺少雪地和陡峭的康涅狄格河谷，运输队伍拒绝前进，但诺克斯雇用了更多的牛，并说服众人继续前进。当大炮向东行驶时，有关它的消息传开后，人们出来观看队伍通过。在马萨诸塞州的韦斯特菲尔德，诺克斯将其中一支大炮装上火药，人群聚集在一起发出掌声。
到达斯普林菲尔德后，诺克斯在纽约州招募的运输人员思乡心切想回家，诺克斯只好在当地招募人员。1月25日，运输队伍经过马萨诸塞州的弗雷明翰，诺克斯两天后抵达民兵大本营剑桥，并亲自向华盛顿报告他们已经到达。

## 到达波士顿
华盛顿希望结束波士顿之围，他制定了一个计划，一旦大炮装备抵达，他将对查尔斯河对岸的城市发动攻击。他把康德罗加堡的大炮放在剑桥的莱克米尔角和科布勒山，以及罗克斯伯里的兰姆大坝上，这些炮台在1776年3月2日向波士顿开火，同时加固了多彻斯特高地，从那里大炮可以威胁波士顿港口的英国舰队。3月4日晚，大陆军队占领了这片高地。
英国指挥官威廉·何奥原计划攻占该阵地，但一场暴风雪阻止进攻计划。他认识到已无法继续守住波士顿，于3月17日向新斯科舍的哈利法克斯撤离。
亨利·诺克斯后来成为大陆军队的炮兵总司令，后来担任美国第一任战争部长。